# Sometra
Sometra Copșa Mică (abreviere de la Societatea Metalurgică Transilvană) este o companie producătoare de plumb, zinc și alte neferoase din România.
Este controlată, din 1998, de Mytilineos Holdings, care deține 92,79% din capitalul companiei.
Grupul Mytilineos cuprinde companii importante în domeniul metalurgiei și minelor, energie sau industria de apărare, a luat ființă în 1990 în Grecia, este listat la bursa din Atena și are peste 3.000 de angajați în Grecia și în lume.
Fabrica se întinde pe aproape 80 de hectare.
Este singura fabrică din țară care prelucrează metale neferoase (plumb, zinc, cadmiu).
Lingourile produse aici se folosesc în industria de automobile, în electronică, electrotehnică, pentru galvanizare, baterii auto etc.
Fabrica este ca un „pilon” al orașului pentru că aproape 60 % din bugetul local vine de la Sometra.
Compania a avut venituri de 587 milioane de lei (177,9 milioane de euro) în primele nouă luni din 2007.
Titlurile companiei sunt tranzacționate la piața Rasdaq. La 1 februarie 2009 activitatea de la Sometra a fost suspendată datorită scăderii prețului metalelor pe piața internațională.

## Istoric
Întreprinderea a fost înființată în anul 1939 ca societate particulară pe acțiuni, pentru producerea de zinc metalurgic (calitatea Prime Western), având la bază tehnologia de distilare în cuptoare cu retorte orizontale, tip Bierkengang. Capacitatea instalată inițial a fost de 3.000 t/an zinc, care a fost extinsă la 4.000 t/an în anul 1946. Întreprinderea a fost naționalizată în anul 1948.
În perioada 1950-1960 întreprinderea a făcut obiectul unei dezvoltări etapizate pentru extinderea capacității de distilare a zincului până la 28.000 t/an.
În perioada 1962-1966 întreprinderea a fost supusă unei restructurări și modernizări radicale prin realizarea unei instalații complexe de extracție concomitentă a zincului și plumbului din concentrate miniere bazată pe licența engleză Imperial Smelting Processes. Capacitatea instalației : 30.000 t/an zinc metalurgic (Zinc Prime Western) și 20.000 t/an plumb decuprat.
În perioada 1967-1970 profilul întreprinderii s-a completat cu :

- o instalație de rafinare electrolitică a plumbului, prin procedeul Beth, cu capacitatea de 24.000 t/an, realizată după licența firmei italiene Monteponi - Montevecchio;

- o instalație anexa pentru prelucrarea nămolului anodic de la Electroliză pentru extragerea bismutului ca bismut metalic (tehnic și farmaceutic), a aurului și argintului sub formă de aliaj dar și recuperarea stibiului sub forma unei zguri antimonioase. Tot în această perioadă s-au mai realizat:

- o instalație de fabricare a sulfatului de zinc;

- o instalație de fabricare a clorurii duble de zinc și amoniu; 

- o baterie de preîncălzitoare tip Cowper, pentru preîncălzirea aerului.
În perioada 1975 - 1984 întreprinderea a cunoscut o nouă etapă de dezvoltare prin dublarea capacităților existente, pe baza tehnologiilor introduse în perioadele anterioare și anume: 

- o nouă instalație de extracție concomitentă a zincului și plumbului, cu capacitate de 30.000 t/an zinc și 20.000 t/an plumb (a doua pe platformă), două noi instalații de rafinare termica a zincului tip New Jersey (a treia și a patra pe platformă) și extinderea capacității de rafinare a cadmiului.
Paralel cu aceste dezvoltări, în această perioadă s-au realizat: 

- o instalație de recuperare sub formă de metal a stibiului din zgurile antimonioase de la prelucrarea nămolului anodic, precum și de producere, în paralel, a antimoniatului de sodiu și a trisulfurii de stibiu.
Prin intrarea în funcțiune a celui de-al doilea furnal ISP în anul 1984, s-au scos din funcțiune și dezafectat instalațiile vechi realizate în perioada 1939 - 1957.
În perioada 1985 - 1989 s-au mai realizat: 

- o instalație de fabricare a prafului de zinc;

- o rețea de colectare a gazelor reziduale și un cos de dispersie de mare înălțime (aprox. 250 m).
După evenimentele din Decembrie 1989, care au condus la o depreciere a activității economice pe întreaga țară, producția întreprinderii a suferit un declin, coborând până la cca. 25% din nivelele realizate anterior.
În cursul anilor, uzina a purtat diferite denumiri: SONEMIN, U.C.M., 21 DECEMBRIE, I.M.M.N, iar din 1991, SC SOMETRA SA, numărul de înregistrare la Registrul Comerțului fiind J 32/124/1991, iar codul fiscal R 813526.
Începând cu a doua jumătate a anului 1992, întreprinderea a trecut la un program susținut de redresare care, chiar în condițiile de dificultate persistente pe întreaga economie, a condus la creșterea treptată a producției, ajungând ca în anul 1997 să depășească nivelul producției din anul 1989, cu reducerea în paralel a personalului de deservire cu cca. 40%.
În anii 1996 și 1997 s-au pus în funcțiune:

- o instalație de tratare a apelor uzate pentru recircularea lor integrală pe platformă;

- o instalație de filtrare a gazelor tehnologice de la Aglomerare, prin montarea și punerea în funcțiune a două filtre cu saci de mare eficiență (filtre tip DALAMATIC).
Din septembrie 1998, S.C. SOMETRA SA este membră a holdingului grecesc MYTILINEOS, conducerea actuală fiind preocupată în permanență pentru modernizare și retehnologizare, depoluare și îmbunătățirea climatului social.

## Poluarea
Sometra este cel mai mare poluator din România și unul din cei mai importanți din Europa.
În anul 2007, a depășit de 125 de ori norma de emisii de dioxid de sulf în atmosferă.
Societatea a obținut autorizația integrată de mediu în luna iunie 2006, după ce a negociat o perioadă de tranziție până în anul 2014 pentru reducerea emisiilor de poluanți precum dioxid de sulf și pulberi cu conținut de metale grele.
Statisticile oficiale arată că speranța de viață în oraș este cu nouă ani mai mică decat media națională.
Doar în 2006, 80 de muncitori de la fabrică au fost tratați de intoxicare cu plumb.
Potrivit mai multor studii privind protecția mediului, Copșa Mică nu e doar cel mai poluat oraș din România, ci și cel mai poluat din Europa.
Potrivit datelor Ministerului Mediului, solul în zona Copșa Mică este intens poluat pe o suprafață de circa 3.400 de hectare.
Metalele grele au fost identificate și în pânza freatică și în plantele cultivate în zonă.

## Rezultate financiare
Cifra de afaceri:
- 2006: 208,1 milioane lei[5]

Număr de angajați:
| Anul         | 1999  | 2008  |
| ------------ | ----- | ----- |
| nr. angajați | 1.952 | 1.052 |

## Imagini

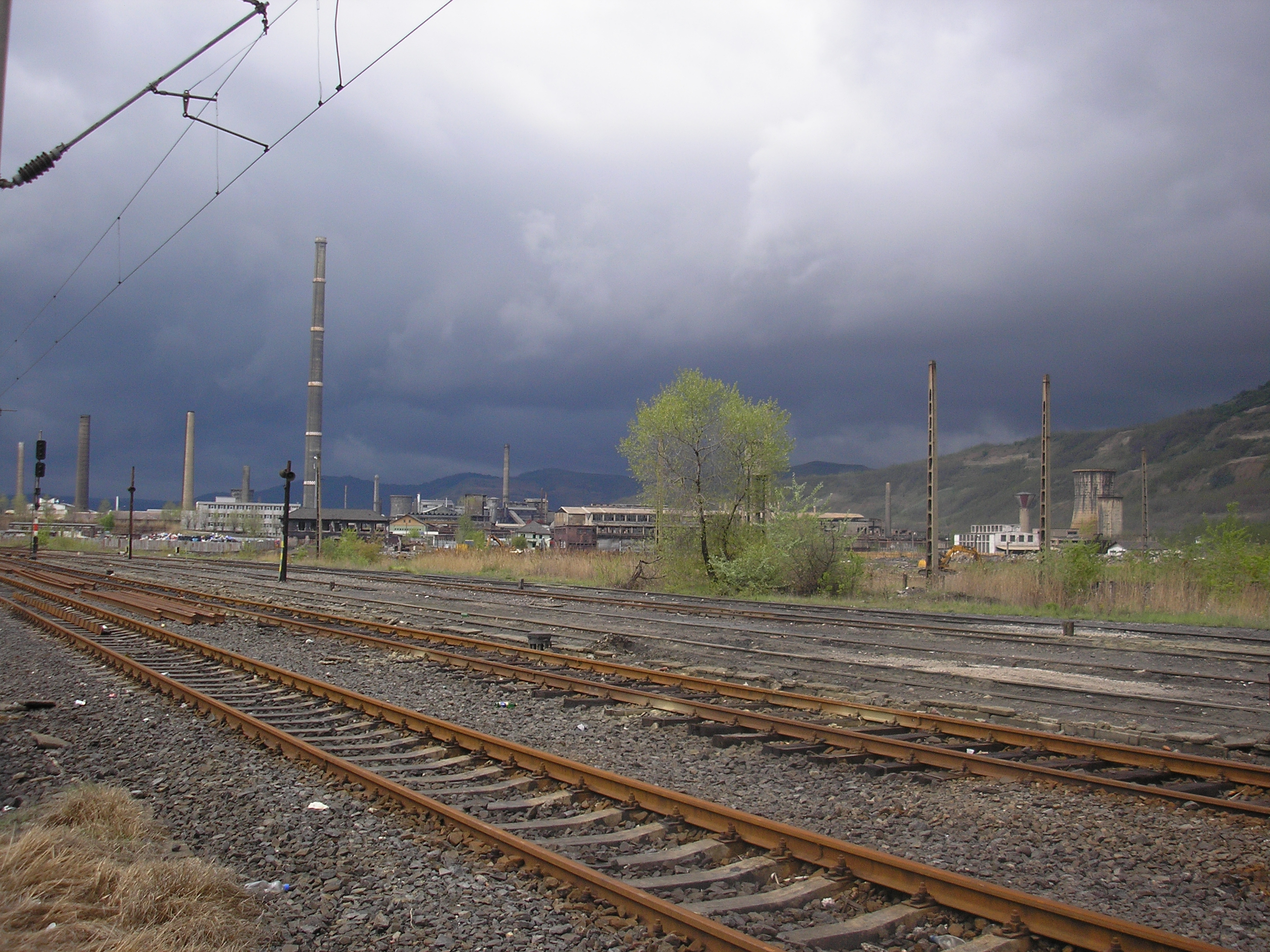
2011
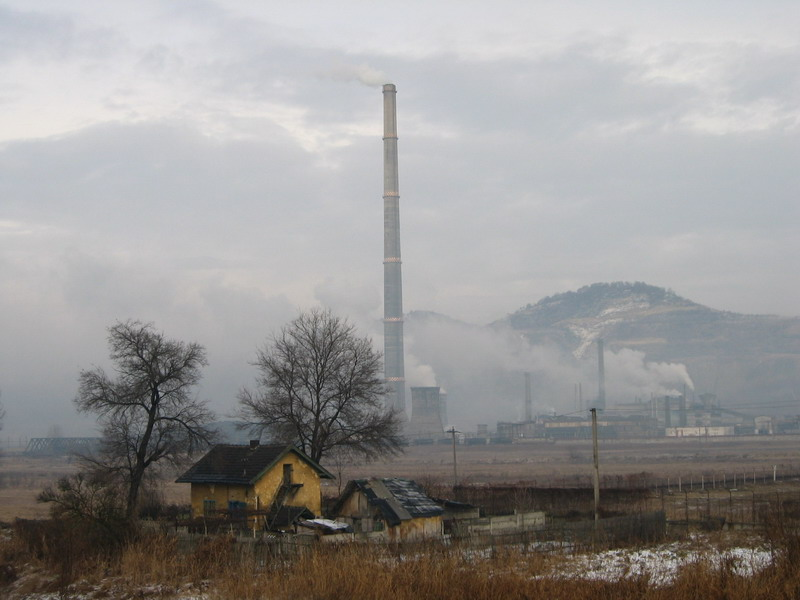
2005
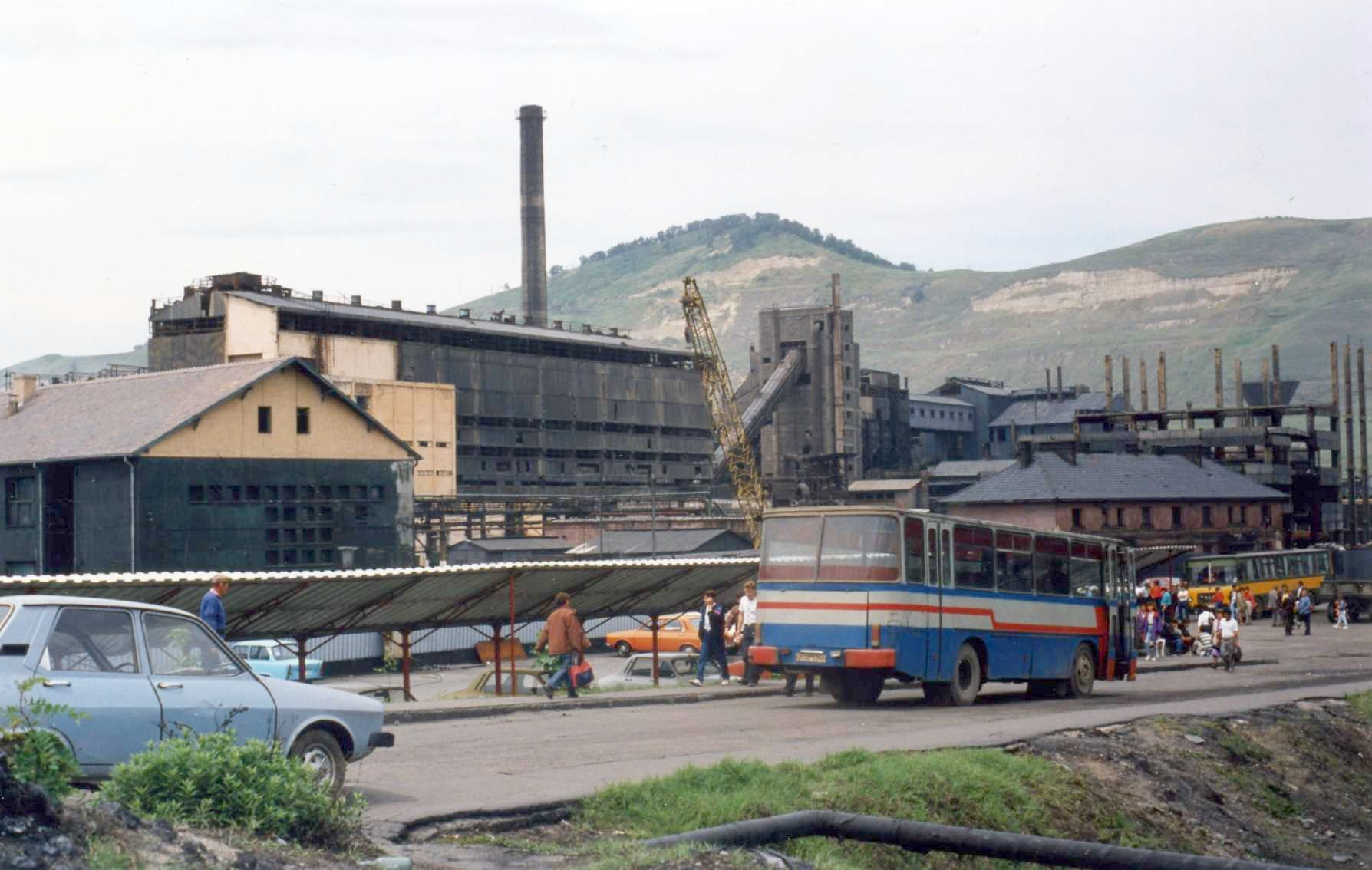
Schimb de tură la Sometra (1996)
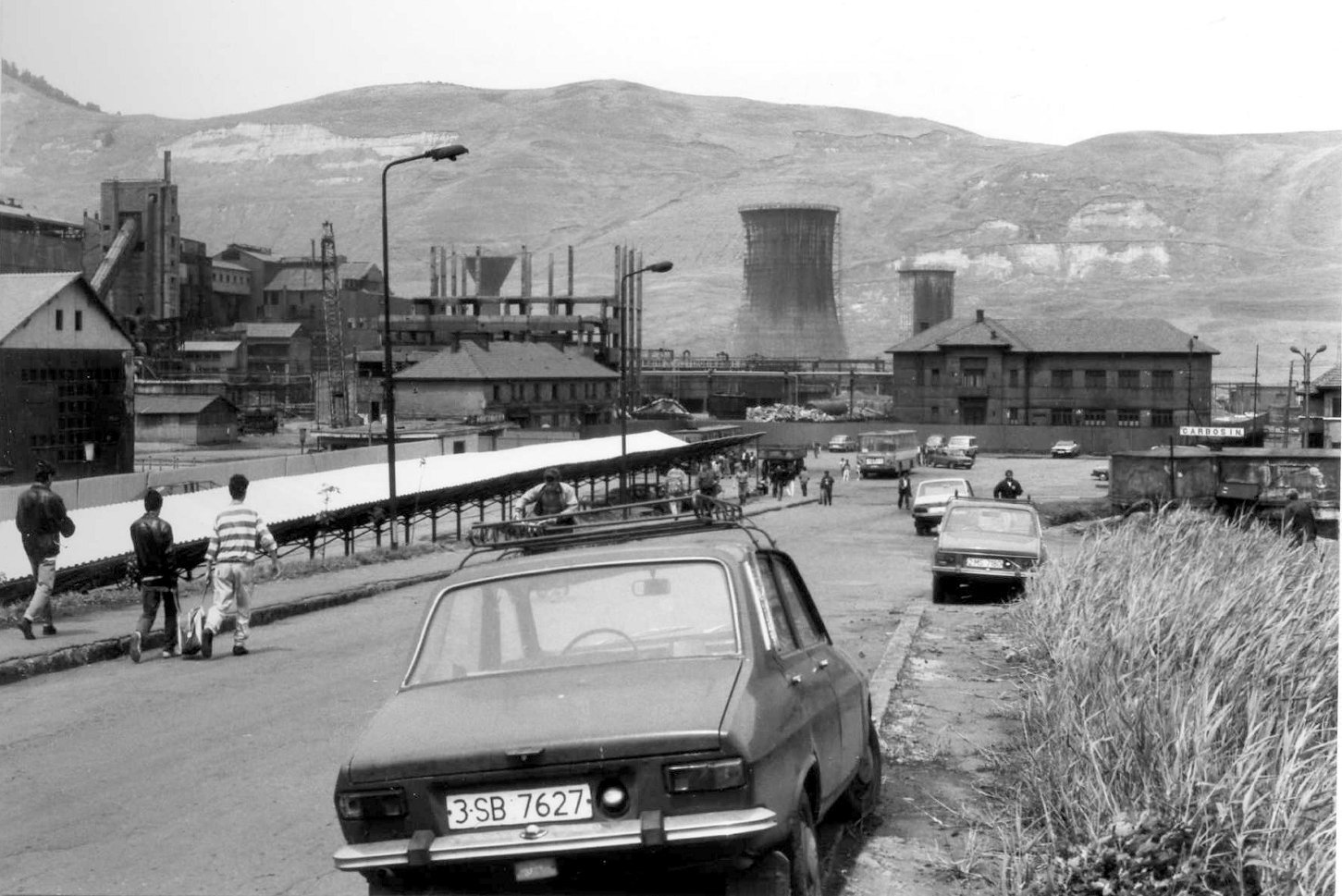
Intrarea în Sometra (1994)